# Mekanik Destrüktiw Komandöh
Mekanik Destrüktiw Komandöh (verkürzend auch M.D.K. oder MDK genannt) ist eine Punkband aus Berlin, die von 1978 bis 1984 existierte und seit 2015 in weitgehend neuer Besetzung wieder aktiv ist.

## Geschichte
Volker Hauptvogel und Edgar Domin waren unabhängig voneinander 1976 nach West-Berlin gezogen und lernten sich als Mitglieder eines Straßentheaters in Kreuzberg kennen. Beide gehörten 1978 zu den Besetzern der Feuerwache Reichenbacher Straße, in deren Umfeld Hauptvogel und Domin als Sänger und Bassist Mitglieder der Punkband Vollgas wurden. Nach drei Konzerten trennten sich die beiden von Vollgas und gründeten Mekanik Destrüktiw Komandöh. Die Band ist nach dem Album Mekanïk Destruktïw Kommandöh der französischen Progressive-Rock-Band Magma aus dem Jahr 1973 benannt. Gitarrist und Schlagzeuger wechselten zu Beginn häufig; das erste Livekonzert wurde mit zwei Schülern im Alter von 13 und 14 Jahren bestritten. 1979 gehörte kurzzeitig der damals 13-jährige Gitarrist Alexander Hacke zur Band. 1981 begleitete MDK Hackes neue Band Einstürzende Neubauten auf einer Deutschlandtournee. 1982 folgten Tourneen durch Europa und die USA, wobei die USA-Tournee vom Berliner Senat gefördert wurde. In der Schweiz entstand ein MDK-Fanclub, dessen Präsident Dieter Meier war. 1983 erschien eine von Hauptvogel und Dietmar Kirves verfasste Biographie der Band im Karin Kramer Verlag. Im selben Jahr trat Nina Hagen als Gastsängerin der Band auf. 1984 zerstritten sich Hauptvogel und Domin; Auslöser waren unterschiedliche politische Ansichten.
Ende der 1990er-Jahre erkrankte Domin an paranoider Schizophrenie. Erst 2009 kam es zu einer Aussöhnung zwischen ihm und Hauptvogel. Domin starb 2012 57-jährig nach langer Alkohol- und Psychopharmakaabhängigkeit.
Saxophonist Stephan Schwietzke spielte während seiner Zeit bei MDK parallel bei Zatopek. Edgar Domin gründete in den 1990er-Jahren das Techno-Projekt Gagarin Kongress. Volker Hauptvogel war nach dem Ende der Band als Nachtclubbetreiber, Romanautor und Schauspieler (u. a. Nekromantik) tätig.
2015 reformierte Hauptvogel die Band mit neuer Besetzung; lediglich Gitarrist Gerhard Rudschuck war bereits 1984 zeitweise in der Band gewesen. 2017 wurde in Hamburg das Konzeptalbum manifestation aufgenommen.

## Stil und Rezeption
MDK galten als Hausband des Berliner Clubs SO36 und als Nachfolger von Ton Steine Scherben. Hauptvogel und Domin gerierten sich, obwohl in der Punkbewegung verwurzelt, zeitweise als Skinheads, was bei Konzerten regelmäßig zu Spannungen zwischen anwesenden Angehörigen verschiedener Subkulturen führte.
Das Ox-Fanzine bezeichnete die Musik von Mekanik Destrüktiw Komandöh als Proto-Punk und die Band selbst als „Punkband der ersten Stunde“, die „mit eigenem Songmaterial und ausschließlich deutschsprachigen Texten der Bewegung (...) zu einer wichtigen Initialzündung verhalf“. Die Berliner taz zählt MDK zu den „meistunterschätzten Bands (ihrer) Zeit“ und bezeichnete sie als „vielleicht eine der radikalsten Bands der damaligen Zeit, anarchistisch, politisch (und) agitatorisch“, aber auch als „nur eine Randnotiz des deutschen Postpunk“. Musikalisch sah die taz die Wurzeln der Band im Krautrock und stellte das im Vergleich zu anderen zeitgenössischen Bands ihres Genres hohe spielerische und kompositorische Können sowie ein Spielen mit militärischer und totalitärer Ästhetik heraus. Jello Biafra verglich die 1980 auf einem Livekonzert dargebotene Musik der Band mit der der avantgardistischen US-Punk/Hardcore-Band Flipper. Retrospektiv wird die Band auch der zur Zeit ihres ursprünglichen Bestehens aktuellen Neuen Deutschen Welle zugerechnet, so war sie 2015 mit einem Stück auf einem NDW-Sampler von Bear Family Records vertreten.
Die FAZ definiert die Musik der Band im Jahr 2016 als „fast schon Punkjazz“. Das 2017 erschienene Album manifestation bezeichnete Ox-Rezensent Holger v. Nazareth als Mischung aus Punk, Wave, Avantgarde, Rock und dem Improvisationselement des Jazz. Die taz ordnete manifestation als „idiosynkratischen Postpunk“ ein.
Die Band selbst gibt an, dass ihre Texte und Performance an Elemente des Straßen- und Arbeitertheaters anknüpfen, dass die Musik von improvisatorischer Freiheit geprägt ist und die Musikdarbietung auf Konzerten in Performance umschlagen kann.

## Diskografie
- 1980: Der Weg zum Frieden (Stechapfel Produktion)
- 1981: Live! Die Kriegserklärung (Livealbum, Zickzack Records)
- 1982: Der Tag Schlägt Zu (EP, Zensor)
- 1983: Berlin (EP, Sixth International)
- 1984: MDK Berlin 84 (Kassette, Stechapfel Produktion)
- 1984: Der Liebe auf der Spur (EP, kein Label)
- 2017: Manifestation (Destiny Records)